# Antony Deschamps
Antony-François-Marie Deschamps de Saint-Amand, född 12 mars 1800 i Paris, död 29 oktober 1869 i Passy, var en fransk skald. Han var bror till Émile Deschamps.
Deschamps tillhörde liksom sin bror romantikerkretsen, men kom genom tidigt uppkommen psykisk sjukdom inte att själv delta i rörelsens utveckling. Förutom översättningar, bland annat av Vingt chants de Dande (1829, ur Divina commedia) utgav Deschamps ett par häften politiska satirer samt diktsamlingarna Dernières paroles (1835) och Résignation (1839), båda präglade av djup melankoli.